# جيسيكا سانشيز
جيسيكا سانشيز (بالإنجليزية: Jessica Sanchez)‏ (و. 1995  م) هي ممثلة، ومغنية، وممثلة تلفزيونية أمريكية، ولدت في سان دييغو.

## وصلات خارجية
- جيسيكا سانشيز على موقع IMDb (الإنجليزية)
- جيسيكا سانشيز على موقع ميوزك برينز (الإنجليزية)
- جيسيكا سانشيز على موقع رولينغ ستون (الإنجليزية)
- جيسيكا سانشيز على موقع قاعدة بيانات الفيلم (الإنجليزية)
- جيسيكا سانشيز في قاعدة بيانات الأفلام على الإنترنت